# کلی استیبلز
کلی میشل اِستِـیبلز (انگلیسی: Kelly Michelle Stables؛ زادهٔ ۲۶ ژانویهٔ ۱۹۷۸) یک هنرپیشه اهل ایالات متحده آمریکا است. وی از سال ۲۰۰۲ میلادی تاکنون مشغول فعالیت بوده‌است.

## گزیدهٔ آثار

### سینما
- رئیس‌های وحشتناک ۲ (۲۰۱۴)
- کوره (۲۰۰۷)
- حلقه‌ها (۲۰۰۵)
- شنل قرمزی (۲۰۰۵)
- دفتر خاطرات شاهزاده خانم ۲: تعهد سلطنتی (۲۰۰۴)
- عمارت متروکه (۲۰۰۳)
- حلقه (۲۰۰۲)
- مرد عنکبوتی (۲۰۰۲)

### تلویزیون
- استخوان‌ها (۲۰۱۰)
- دو مرد و نصفی (۲۰۱۰–۲۰۰۸)
- جسور و زیبا (۲۰۰۸)
- آشنایی با مادر (۲۰۰۶)